# Il mistero della cassa scomparsa
Il mistero della cassa scomparsa (titolo originale Dr. Thorndyke Intervenes) è un romanzo poliziesco del 1933 dello scrittore inglese Richard Austin Freeman. È il quindicesimo romanzo della serie che ha per protagonista l'investigatore scientifico dottor John Thorndyke.

## Trama
Al deposito bagagli della stazione di Fenchurch Street si presenta un tale Dobson per ritirare una cassa lasciata in deposito qualche tempo prima. Ma la cassa che riporta il suo nome non è la stessa da lui depositata. E quando l'inserviente di servizio la apre per verificarne il contenuto, vi trova all'interno una testa umana recisa di netto: al che il misterioso signor Dobson se la dà a gambe e non viene più rintracciato, malgrado le ricerche della polizia. Del fatto è testimone, fra gli altri, il signor Christopher Pippet, un ricco americano che è venuto in Inghilterra per verificare se le leggende di famiglia corrispondano a verità. Antichi documenti sembrerebbero infatti dimostrare che suo nonno, il defunto Josiah Pippet, proprietario di un pub di Londra, conducesse una doppia vita e fosse in realtà il Conte di Winsborough, un eccentrico nobiluomo che ogni tanto si assentava inspiegabilmente dal suo maniero. Il signor Pippet intende quindi reclamare il titolo e le proprietà che sono rimaste vacanti dopo la morte senza eredi dell'ultimo Conte. La controversia legale rivelerà delle inaspettate connessioni con un caso internazionale di furto di platino avvenuto qualche tempo prima in Lettonia e con il macabro ritrovamento della testa al deposito della stazione. Sarà il dottor Thorndyke, esperto medico legale, a scoprire il collegamento tra questi fatti grazie alle sue conoscenze scientifiche e al suo acuto spirito di osservazione.

## Personaggi principali
- Christopher Pippet - gentiluomo americano
- Arminella Pippet - sua sorella
- Jenifer (Jenny) Pippet - sua figlia
- Giles Englehart - nipote del defunto Conte di Winsborough
- Mrs. Englehart - sua madre
- Horatio Gimbler - procuratore legale
- Rufus McGonnell - avvocato
- Mr. Brodribb - avvocato
- Geoffrey Buffham - un individuo equivoco
- Bassett, Wicks, Bunter - ladri
- Bert Wallis - idraulico
- Joe Wallis - carpentiere
- Miller - Sovrintendente di Scotland Yard
- Dottor John Thorndyke - professore di medicina legale
- Polton - suo assistente di laboratorio
- Dottor Jervis - medico e socio di Thorndyke
- Anstey - avvocato e amico di Thorndyke

## Edizioni
- Richard Austin Freeman, Il mistero della cassa scomparsa, traduzione di Mauro Boncompagni, collana I Classici del Giallo Mondadori, n. 1384, Milano, Mondadori, 2016,  p. 274, ISSN 0009-8426 (WC · ACNP).